# Vicegovernatore del Texas
Il Vicegovernatore del Texas (ufficialmente: Lieutenant Governor of Texas) è la seconda carica esecutiva del governo dello Stato del Texas dopo il governatore. È considerata la carica più potente del governo dello poiché controlla il lavoro del Senato del Texas in qualità di Presidente, nonché l'andamento del bilancio.
L'attuale vicegovernatore del Texas è Dan Patrick, in carica dal 20 gennaio 2015.

## Storia

### In origine
La carica di vicegovernatore è stata istituita per la prima volta dalla Costituzione del 1845 e ha sostituito l'ufficio di vicepresidente della Repubblica del Texas. Il vicegovernatore era eletto e prestava servizio per due anni. Nel 1972 gli elettori del Texas hanno approvato un emendamento costituzionale per portare il mandato a quattro anni, in vigore dalle elezioni del 1974.

### Elezione
Il vicegovernatore è eletto separatamente dal governatore, anziché all'unisono, sebbene nella stessa elezione; è quindi possibile che il governatore e il vicegovernatore provengano da partiti politici diversi.

### Funzioni
Esercita i poteri del governatore, sostituendolo, in caso di morte, dimissioni, rimozione dall'ufficio o assenza dallo stato.
È membro d'ufficio di diversi organi statutari. Questi includono il consiglio legislativo per il bilancio, il collegio sindacale legislativo, il comitato per il controllo legislativo, il consiglio legislativo, che hanno un'influenza considerevole sui programmi statali, sul bilancio e sulla politica. Il vicegovernatore è anche membro del Consiglio di riorganizzazione legislativa (insieme al presidente della Camera, al procuratore generale, al controllore e al commissario per la terra), incaricato di adottare un piano di riorganizzazione per la Camera dei rappresentanti del Texas, il Senato del Texas o Camera dei rappresentanti degli Stati Uniti dopo il censimento decennale se il legislatore non lo fa.

#### Presidente del Senato del Texas
Secondo le disposizioni della Costituzione del Texas, il vicegovernatore è presidente del Senato del Texas. A differenza della maggior parte dei senati degli altri stati e del Senato degli Stati Uniti, il vicegovernatore esercita regolarmente questa funzione piuttosto che delegarla al presidente pro tempore o a un leader della maggioranza. Secondo le regole del Senato, vicegovernatore istituisce tutti i comitati speciali e permanenti, nomina tutti i presidenti ed i membri e assegna tutta la legislazione del Senato al comitato di sua scelta. Il vicegovernatore decide tutte le questioni di procedura parlamentare al Senato: ha anche un'ampia discrezionalità nel seguire le regole procedurali del Senato.
In caso di posto vacante del vicegovernatore, il Senato elegge fra i suoi membri un Presidente del Senato fino alla successiva elezione della carica in tutto lo stato, diventando di fatto il vicegovernatore. Un senatore eletto come presidente in questo modo mantiene il proprio seggio distrettuale e i privilegi di voto derivanti dalla sua elezione al Senato. Il vicegovernatore presta giuramento il terzo martedì ogni quattro anni, come il governatore.

## Elenco dei vicegovernatori
Partiti:
  Democratico (39)
  Repubblicano (8)
| N.      | Foto    | Vicegovernatore                                 | Carica           | Carica                                   |
| N.      | Foto    | Vicegovernatore                                 | Inizio           | Termine                                  |
| ------- | ------- | ----------------------------------------------- | ---------------- | ---------------------------------------- |
| 1       |         | Albert Clinton Horton (1798-1865)               | 19 febbraio 1846 | 21 dicembre 1847                         |
| 2       |         | John Alexander Greer (1802-1855)                | 1847             | 1851                                     |
| 3       |         | James Wilson Henderson (1817-1880)              | 4 agosto 1851    | 23 novembre 1853                         |
| 4       |         | David Catchings Dickson (1818-1880)             | 21 dicembre 1853 | 21 dicembre 1855                         |
| 5       |         | Hardin Richard Runnels (1820-1873)              | 1855             | 1857                                     |
| 6       |         | Francis R. Lubbock (1815-1905)                  | 1857             | 1859                                     |
| 7       |         | Edward Clark (1815-1880)                        | 1859             | 1861                                     |
| 8       |         | John McClannahan Crockett (1816-1887)           | 1861             | 1863                                     |
| 9       |         | Fletcher Summerfield Stockdale (c. 1823-1890)   | 1863             | 1865                                     |
| Vacante | Vacante | Vacante                                         | 1865             | 1866                                     |
| 10      |         | George Washington Jones (1828-1903)             | 9 agosto 1866    | 8 agosto 1867 (Rimosso)                  |
| Vacante | Vacante | Vacante                                         | 1867             | 1869                                     |
| 11      |         | James W. Flanagan (1805-1887)                   | 1869             | 1870                                     |
| 12      |         | Donald Campbell ex officio                      | 1870             | 1871                                     |
| 12      |         | David Webster Flanagan ex officio               | 1871             | 1871                                     |
| 13      |         | Albert Jennings Fountain (1838-1896) ex officio | 1871             | 1873                                     |
| 14      |         | Edward Bradford Pickett ex officio              | 1873             | 1874                                     |
| 15      |         | Richard Bennett Hubbard Jr. (1832-1901)         | 1874             | 1876                                     |
| Vacante | Vacante | Vacante                                         | 1876             | 1879                                     |
| 16      |         | Joseph Draper Sayers (1841-1929)                | 1879             | 1881                                     |
| 17      |         | Leonidas Jefferson Storey                       | 1881             | 1883                                     |
| 18      |         | Francis Marion Martin                           | 1883             | 1885                                     |
| 19      |         | Barnett Gibbs                                   | 1885             | 1887                                     |
| 20      |         | Thomas Benton Wheeler                           | 18 gennaio 1887  | 19 gennaio 1891                          |
| 21      |         | George Cassety Pendleton (1845-1913)            | 19 gennaio 1891  | 17 gennaio 1893                          |
| 22      |         | Martin McNulty Crane (1853-1943)                | 17 gennaio 1893  | 15 gennaio 1895                          |
| 23      |         | George Taylor Jester (1847-1922)                | 15 gennaio 1895  | 17 gennaio 1899                          |
| 24      |         | James Nathan Browning (1850-1921)               | 17 gennaio 1899  | 20 gennaio 1903                          |
| 21      |         | George D. Neal                                  | 20 gennaio 1903  | 15 gennaio 1907                          |
| 22      |         | Asbury Bascom Davidson (1855-1920)              | 15 gennaio 1907  | 20 gennaio 1913                          |
| 23      |         | William Harding Mayes (1861-1939)               | 20 gennaio 1913  | 14 agosto 1914 (Dimessosi)               |
| Vacante | Vacante | Vacante                                         | 14 agosto 1914   | 19 gennaio 1915                          |
| 24      |         | William Pettus Hobby Sr. (1878-1964)            | 19 gennaio 1915  | 25 agosto 1917 (Diventato Governatore)   |
| Vacante | Vacante | Vacante                                         | 25 agosto 1917   | 21 gennaio 1919                          |
| 25      |         | Willard Arnold Johnson                          | 21 gennaio 1919  | 18 gennaio 1921                          |
| 26      |         | Lynch Davidson                                  | 18 gennaio 1921  | 16 gennaio 1923                          |
| 27      |         | Thomas Whitfield Davidson (1876-1974)           | 16 gennaio 1923  | 20 gennaio 1925                          |
| 28      |         | Barry Miller (1864-1933)                        | 20 gennaio 1925  | 20 gennaio 1931                          |
| 29      |         | Edgar E. Witt (1876-1965)                       | 20 gennaio 1931  | 15 gennaio 1935                          |
| 30      |         | Walter Frank Woodul (1892-1984)                 | 15 gennaio 1935  | 17 gennaio 1939                          |
| 31      |         | Coke Robert Stevenson (1888-1975)               | 17 gennaio 1939  | 4 agosto 1941                            |
| Vacante | Vacante | Vacante                                         | 4 agosto 1941    | 19 gennaio 1943                          |
| 32      |         | John Lee Smith (1894-1963)                      | 19 gennaio 1943  | 21 gennaio 1947                          |
| 33      |         | Robert Allan Shivers (1907-1985)                | 21 gennaio 1947  | 11 luglio 1949                           |
| Vacante | Vacante | Vacante                                         | 11 luglio 1949   | 16 gennaio 1951                          |
| 34      |         | Ben Ramsey (1903-1985)                          | 16 gennaio 1951  | 18 settembre 1961                        |
| Vacante | Vacante | Vacante                                         | 1961             | 1963                                     |
| 35      |         | Preston Earnest Smith (1912-2003)               | 15 gennaio 1963  | 21 gennaio 1969                          |
| 36      |         | Ben Barnes (1938-)                              | 21 gennaio 1969  | 16 gennaio 1973                          |
| 37      |         | William Pettus Hobby Jr. (1932-)                | 16 gennaio 1973  | 15 gennaio 1991                          |
| 38      |         | Bob Bullock (1929-1999)                         | 15 gennaio 1991  | 19 gennaio 1999                          |
| 39      |         | Rick Perry (1950-)                              | 19 gennaio 1999  | 21 dicembre 2000 (Diventato Governatore) |
| Vacante | Vacante | Vacante                                         | 21 dicembre 2000 | 28 dicembre 2000                         |
| 40      |         | Bill Ratliff (1936-)                            | 28 dicembre 2000 | 21 gennaio 2003                          |
| 41      |         | David Dewhurst (1945-)                          | 21 gennaio 2003  | 20 gennaio 2015                          |
| 42      |         | Dan Patrick (1950-)                             | 20 gennaio 2015  | in carica                                |